# KS Kastrioti Kruja
Klubi Sportiv Kastrioti Kruja ist ein albanischer Fußballverein aus Kruja. Der Club pendelt regelmäßig zwischen der höchsten albanischen Liga Kategoria Superiore und der zweithöchsten Liga Kategoria e parë.

## Geschichte
Kastrioti Kruja wurde 1926 gegründet. Nachdem der Verein 1949 kurzzeitig aufgelöst worden war, wurde er im selben Jahr unter dem schlichten Namen Krujë neugegründet. Zwei Jahre später erfolgte die Umbenennung in Puna Krujë, ehe 1958 der ursprüngliche Name wieder eingeführt wurde.
Anfang der 1990er Jahre – erstmals in der Saison 1990/91 – spielte der Verein in der ersten albanischen Liga. Nachdem 1993 der Abstieg nicht mehr vermieden werden konnte, standen zwei Jahre in der Zweitklassigkeit an, ehe für ein Jahr wieder erstklassig gespielt wurde. Seit 1997 ging es dann abwärts bis in die Drittklassigkeit in der Saison 2003/04. Als souveräner Meister gelang der direkte Wiederaufstieg in die zweite Liga, aus der man dank der Aufstockung der ersten Liga als Tabellendritter 2005/06 aufstieg. Danach spielte man – mit Ausnahme der Saison 2008/09 – wieder einige Saisons erstklassig. Die Saison 2013/14 wurde auf dem zehnten Platz beendete, was den Abstieg in die Zweitklassigkeit bedeutete. 2018 gelang der erneute Aufstieg als Zweiter der zweiten Liga, man stieg aber als knapper Zweitletzter in der Saison 2018/19 gleich wieder ab. Nach nur einem Jahr in der zweiten Liga Albaniens schaffte man 2020 wieder den Aufstieg in die Kategoria Superiore. Nach drei Jahren Erstklassigkeit folgte 2023 der Abstieg.

## Stadion

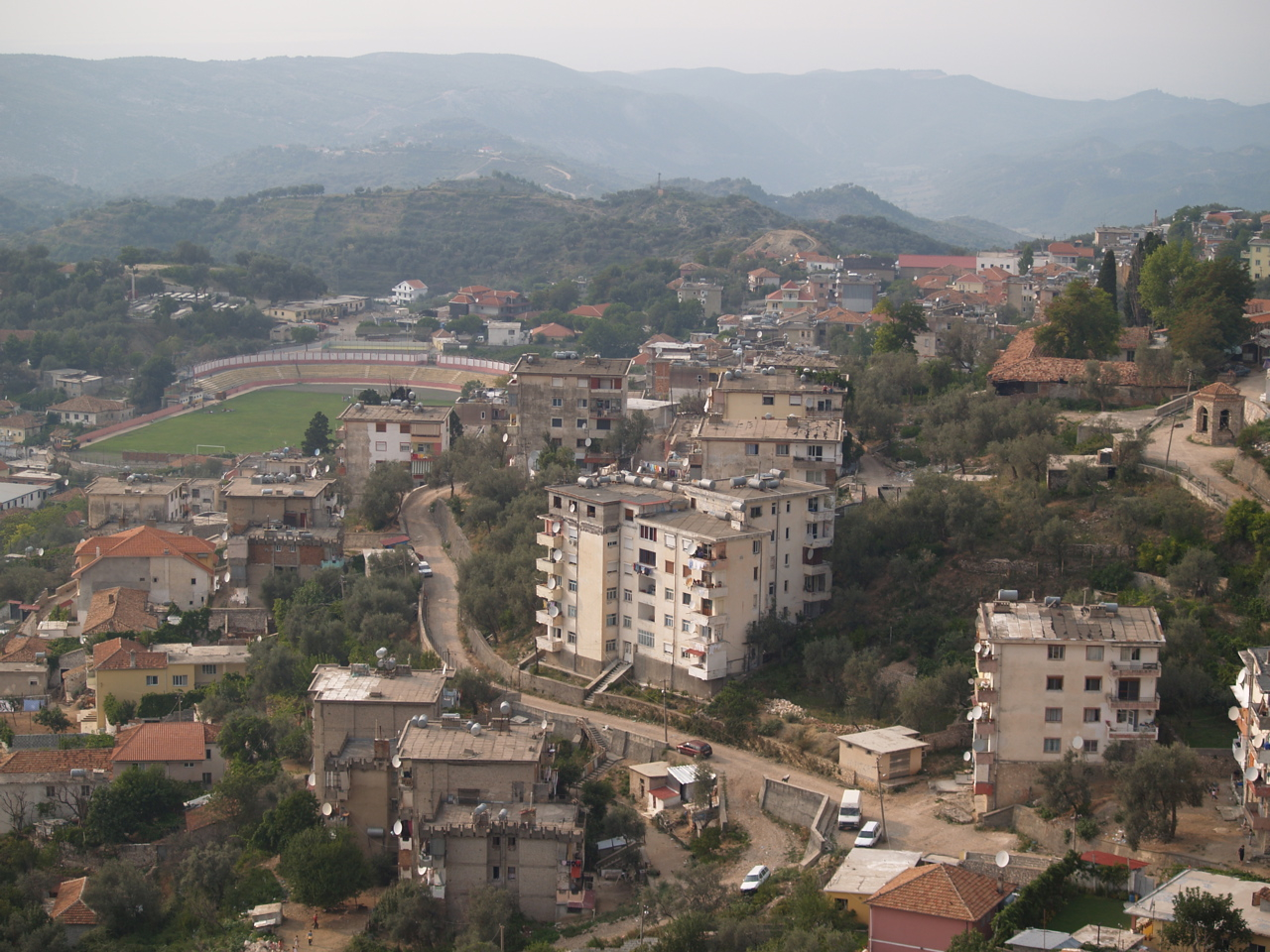
Stadion in Kruja

Kastrioti trägt seine Heimspiele im Stadion Kastrioti im unteren Teil von Kruja aus, das zirka 8.500 Zuschauern Platz bietet.